# Síndrome de Kotov
Síndrome de Kotov, no enxadrismo, é um fenômeno descrito pela primeira vez na obra Pense como um Grande Mestre, de autoria do treinador russo Alexander Kotov. Ele ocorre quando um enxadrista analisa profundamente uma complicada posição durante muito tempo, não conseguindo encontrar uma variante adequada. O enxadrista percebe então, pelo relógio, que dispõe de pouco de tempo de jogo e rapidamente faz um lance ainda não analisado e frequentemente incorreto, perdendo a partida em seguida.